# Beatrice Gray
Beatrice Gray (* 3. März 1911 in der Nähe von Karthage, Illinois; † 25. November 2009 in Los Angeles, Kalifornien) war eine US-amerikanische Schauspielerin.

## Leben
Nach dem Tode des Vaters zog Gray mit ihrer Familie nach Kalifornien, wo sie 1935 heiratete und Mutter von drei Kindern wurde. Sie nahm Tanzunterricht und arbeitete anschließend einige Jahre in diesem Beruf – sie hatte mittlerweile ihren Mann verlassen und war zunächst mit Mutter und Kindern nach Miami, dann nach New York gezogen. Bereits in den Jahren 1936 und 1937 hatte sie erste Filmauftritte gehabt, aber in untergeordneten Rollen als Chormädchen oder Tänzerin.
Im Frühling 1943 lernte sie B-Western-Star Bob Steele kennen, der sie wieder beim Film unterbrachte. Hauptrollen spielte sie in nur vier Filmen des Low-Budget-Studios Monogram Pictures und einem B-Film der Universal Pictures, sie erhielt jedoch in vielen weiteren Filmen die Gelegenheit zu kleineren Auftritten. Daneben arbeitete sie im Tanzensemble von Busby Berkeley. Manchmal wird ihr Name in den Credits auch als Beatrice Grey geführt. 
Ihr Sohn Billy Gray ist ein ehemaliger Kinderdarsteller. Beatrice Gray starb im November 2009 im Alter von 98 Jahren.

## Filmografie (Auswahl)
- 1936: Swing Time
- 1937: New Faces of 1937
- 1943: Der Sheriff von Kansas (The Kansan)
- 1944: Laura
- 1944: Here Come the Waves
- 1946: Die Ausreißerin (The Runaround)
- 1946: Zwei Sprengstoffverkäufer (Little Giant)
- 1947: Smash-Up: The Story of a Woman
- 1947: Die Unbesiegten (Unconquered)
- 1947: Ein Doppelleben (alternativ Mord in Ekstase; OT: A Double Life)
- 1948: Johanna von Orleans (Joan of Arc)
- 1949: Spielfieber (The Lady Gambles)
- 1949: Abandoned
- 1950: Drohende Schatten (Shadow on the Wall)
- 1950: Der Unglücksrabe (The Yellow Cab Man)
- 1951: Hübsch, jung und verliebt (Rich, Young and Pretty)
- 1951: Der Cowboy, den es zweimal gab (Callaway Went Thataway)
- 1952: Sein großer Kampf (Flesh and Fury)
- 1952: Du sollst mein Glücksstern sein (Singin’ in the Rain)
- 1952: Der Tag der Vergeltung (Untamed Frontier)
- 1952: Menschenjagd in San Francisco (The San Francisco Story)
- 1958: Der Tod reitet mit (Wild Heritage)
- 1996: A Memory for Tino (Kurzfilm)